# إدغار هرنانديز (لاعب كرة قدم)
إدغار هرنانديز (بالإسبانية: Edgar Hernández Marcé) هو لاعب كرة قدم إسباني في مركز الهجوم، ولد في 2 فبراير 1987 في غافا في إسبانيا. لعب مع نادي أليكانتي ونادي ريوس ديبورتيو ونادي ساباديل ونادي سان أندرو.

## وصلات خارجية
- إدغار هرنانديز على موقع قاعدة بيانات كرة القدم.إي يو (الإنجليزية)
- إدغار هرنانديز على موقع Soccerway.com (الإنجليزية)
- إدغار هرنانديز على موقع AS.com (الإسبانية)